# Federação Moçambicana de Futebol
A Federação Moçambicana de Futebol é o órgão máximo do futebol moçambicano, responsável pela Seleção Moçambicana de Futebol e pela Taça de Moçambique de futebol, e que regula e controla a prática do desporto no país. Foi fundada em 1 de Janeiro de 1976. Ela é membro da CAF, da COSAFA e da FIFA. O seu atual presidente é Feizal Ismael Sidat.
Representa também o futebol nacional nas organizações internacionais do desporto, sendo membro da CAF e da FIFA desde 1980. Em 2006, concorreu para acolher o CAN 2010, mas sem sucesso.